# Codifica delle valvole termoioniche
A partire dal 1930 è stato introdotto un sistema di identificazione delle valvole elettroniche Mullard-Philips che ha avuto grande diffusione in Europa e da cui è successivamente nato il codice Europeo dei transistor e dei circuiti integrati.
Detta codifica consiste in due o più lettere seguite da due numeri (e.g. AZ41, UBC42, EF41, etc); esistono le valvole EM4 la cui sigla è seguita da un solo numero in quanto lo zero precedente il quattro è sottinteso.
- La prima lettera codifica l'alimentazione del filamento; la seconda lettera e le successive codificano il tipo di valvola (e.g. diodo .. pentodo etc);
- Il primo numero codifica la piedinatura della base;
- Il secondo numero distingue le valvole all'interno dello stesso tipo;

## La prima lettera: alimentazione filamento
- A 4 V in parallelo (Europa, uso anteguerra).
- B 180 mA in serie (da tempo non più usate).
- C 200 mA in serie (da tempo non più usate).
- D 1.5 V in parallelo con alimentazione a batteria.
- E 6.3 V in parallelo con riscaldamento indiretto.
- F 12.6 V in parallelo con riscaldamento indiretto.
- G 5 V usate come rettificatrici (e.g. GZ32, GZ34).
- H 150 mA in serie (America).
- K 2 V spesso con riscaldamento diretto.
- L 450 mA in serie.
- O componenti freddi nessun filamento (e.g.diodi, transistors, rettificatrici a vapore di mercurio).
- P 300 mA in serie con riscaldamento indiretto.
- U 100 mA in serie con riscaldamento indiretto (Europa ACDC).
- V 50 mA in serie.
- X 600 mA in serie.
- Y 450 mA in serie.

## La seconda lettera e le successive: tipo
- A Diodo.
- B Doppiodiodo.
- C Triodo.
- D Triodo di potenza.
- E Tetrodo.
- F Pentodo.
- H Esodo o eptodo
- K Ottodo.
- L Pentodo di potenza.
- M Occhio magico, indicatore luminoso di sintonia.
- N Thyratron.
- P Tetrodo e pentodo di potenza.
- PL Tetrodo e pentodo con triodo amplificazione di tensione.
- Q Enneodo.
- X Rettificatrice onda intera.
- Y Rettificatrice mezza onda.
- Z Doppio diodo di potenza usato come rettificatrice ad onda intera.

## Il primo numero: base e piedinatura
- 1 -- varie basi.
- 2 -- miniatura 10 piedini.
- 3 -- octal internazionale 8 piedini.
- 4 -- miniatura 8 piedini simmetrici con incastro meccanico (B8A - Rimlock).
- 5 -- magnoval (B9D).
- 6-7 -- subminiatura
- 8 -- noval 9 piedini (B9A).
- 9 -- miniatura 7 piedini (B7G).
- 20—miniatura 10 piedini come per esempio le PFL2xx usate come media e finale audio nei TV

Esempi
- EF86: filamento 6,3 V, parallelo, pentodo, noval;
- GZ34: filamento 5 V, rettificatrice onda intera, octal internazionale;
- PCL82: filamento 0,3 A, serie, triodo + pentodo, noval;

## Il secondo numero: differenti caratteristiche elettroniche
Questo codice non ha un significato univoco ma è indice di una determinata caratteristica deducibile dai diagrammi di funzionamento della valvola.
Esempi
- EF85 e EF86: entrambi 6,3 V, parallelo, noval ma la EF85 ha una mu variabile (usata nello stadio IF) mentre la EF86 ha una mu fissa (usata nella sezione audio).

## Altri sistemi di codici
Esistono ulteriori codifiche europee precedenti al 1934, russa (GOST 5461-59), statunitense (RMA, RETMA), Marconi-Osram, Mazda-Ediswan, STC/Brimar, Tesla.